# Dolina Buczynowa

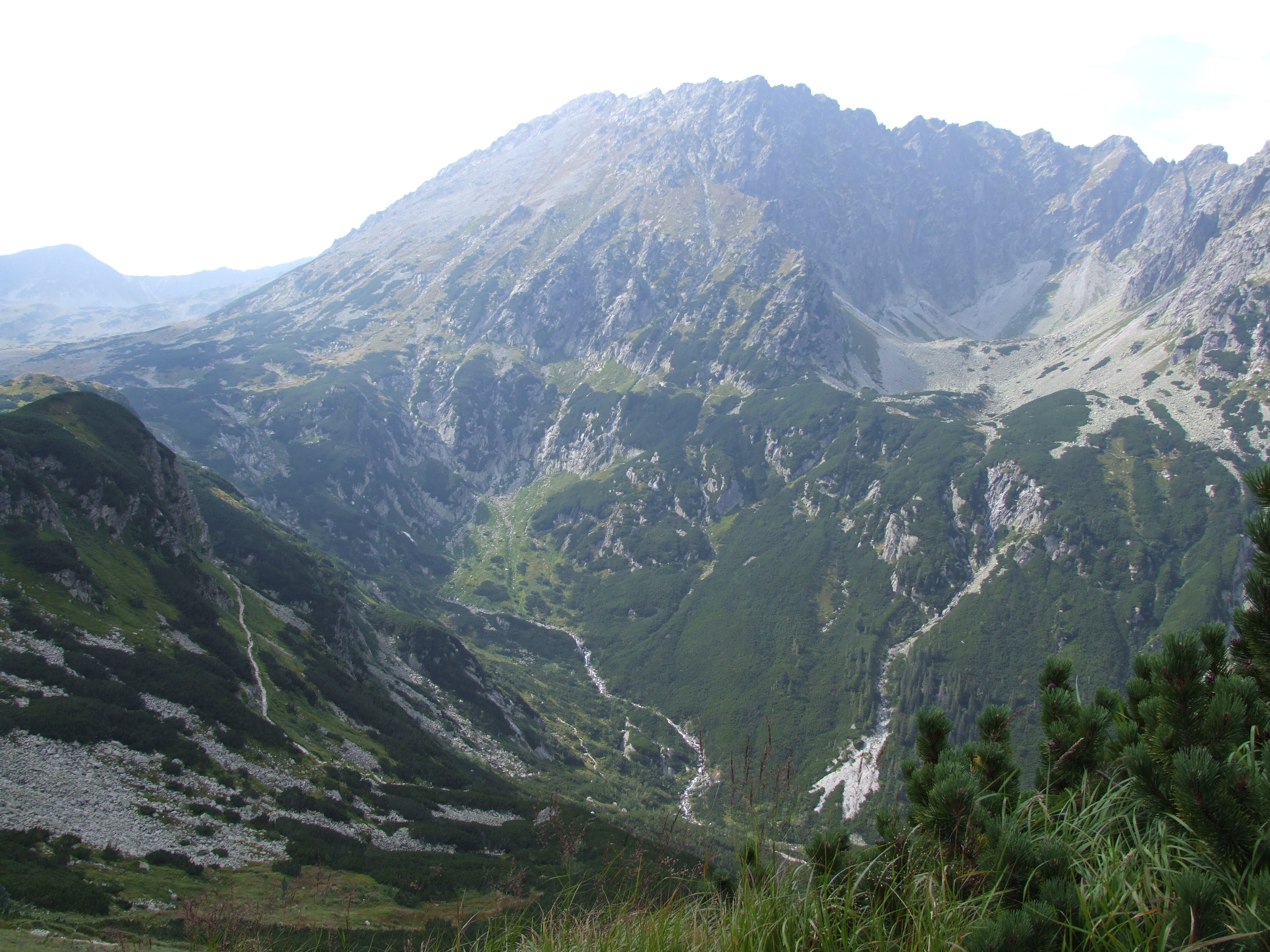
Blick vom Hängetal Świstówka Roztocka

Das durch eiszeitliche Gletscher geformte Hängetal Dolina Buczynowa, auch Dolinka Buczynowa, liegt westlich des Bergtals Dolina Roztoki, das wiederum ein Seitental des Tals Dolina Białki ist, in der polnischen Hohen Tatra in der Woiwodschaft Kleinpolen. Es liegt unterhalb der Gipfel Buczynowe Turnie, Granaty, Czarne Ściany und Kozi Wierch sowie ca. 200 m oberhalb des Tals Dolina Roztoki.

## Geographie
Das Tal ist knapp einen Kilometer lang und von über 2300 m hohen Bergen umgeben, insbesondere von dem Massiv der Buczynowe Turnie. An seinen Hängen entspringt der Gebirgsbach Buczynowy Potok, der über den Wasserfall Buczynowa Siklawa in das Tal Dolina Roztoki fällt.

## Etymologie
Der Name leitet sich von den hier fließenden Gebirgsbach Buczynowy Potok ab.

## Flora und Fauna
Das Tal liegt oberhalb der Baumgrenze. Es ist Rückzugsgebiet für Gämsen und Murmeltiere.

## Klima
Im Tal herrscht Hochgebirgsklima.

## Tourismus
▬ Durch das Tal führt ein gelb markierter Wanderweg vom Tal Dolina Pięciu Stawów Polskich zum Bergsee Czarny Staw Gąsienicowy über den Gebirgspass Krzyżne.  
▬ Oberhalb des Tals verläuft auf dem Südkamm der Świnica der Höhenweg Orla Perć, den man vom Tal aus über den Gebirgspass Krzyżne erreichen kann.